# Henryk Karbownik
Henryk Karbownik (ur. 20 stycznia 1927 w Zakrzowie, zm. 10 maja 1999 w Lublinie) – polski duchowny katolicki, kapłan diecezji radomskiej, prawnik, historyk prawa, kanonista, profesor nauk prawnych, nauczyciel akademicki Akademii Teologii Katolickiej w Warszawie i Katolickiego Uniwersytetu Lubelskiego.

## Życiorys
Urodził się w Zakrzowie, gmina Białaczów, w rodzinie chłopskiej. Był synem Stanisławy z domu Paduch, która zmarła trzy miesiące po jego narodzinach, i Jana Karbownika, który zginął w obozie koncentracyjnym Auschwitz-Birkenau w 1944. W 1940 ukończył 7-klasową szkołę podstawową w Białaczowie. Podczas okupacji uczestniczył w tajnym nauczaniu. W 1948, po nauce w Liceum Ogólnokształcącym im. św. Stanisława Kostki w Końskich, otrzymał świadectwo dojrzałości. Wstąpił do Wyższego Seminarium Duchownego w Sandomierzu. 31 maja 1953 otrzymał w katedrze sandomierskiej święcenia kapłańskie z rąk biskupa Jana Kantego Lorka. W trakcie wykonywania pracy parafialnej podjął studia zaoczne na Wydziale Prawa i Administracji Uniwersytetu Warszawskiego, które ukończył w 1961 otrzymując tytuł magistra prawa. Następnie odbył studia na Wydziale Prawa Kanonicznego Katolickiego Uniwersytetu Lubelskiego i w 1964 uzyskał tytuł magistra prawa kanonicznego. W 1969 został proboszczem parafii w Alojzowie i funkcję tę pełnił do 1979. Był także wicedziekanem dekanatu Iłża. W 1971 na Wydziale Prawa UW uzyskał stopień naukowy doktora nauk prawnych na podstawie napisanej pod kierunkiem Jakuba Sawickiego rozprawy pt. Ciężary stanu duchownego w Polsce na rzecz państwa od roku 1381 do połowy XVII wieku. W latach 1972–1977 był nauczycielem akademickim Wydziału Prawa Kanonicznego Akademii Teologii Katolickiej w Warszawie. W 1979 zakończył pełnienie funkcji proboszcza w Alojzowie i został zatrudniony jako wykładowca na Wydziale Prawa Kanonicznego i Świeckiego KUL. Tam też na podstawie dorobku naukowego i rozprawy pt. Obciążenia stanu duchownego w Polsce na rzecz państwa od połowy XVII w. do 1795 r. uzyskał stopień naukowy doktora habilitowanego i został zatrudniony na stanowisku docenta. W 1980 objął stanowisko kierownika Zakładu Historii Polskiego Prawa Kościelnego KUL. Równocześnie od 1984 prowadził zajęcia w Wyższym Seminarium Duchownym w Radomiu. W lutym 1990 został prodziekanem Wydziału Prawa Kanonicznego i Świeckiego KUL. W 1992 został profesorem nadzwyczajnym KUL. 17 maja 1997 prezydent RP nadał mu tytuł profesora nauk prawnych.
W 1986 został kanonikiem honorowym Kapituły Katedralnej w Sandomierzu, a w 1991 kapelanem honorowym papieża Jana Pawła II.
Zmarł w Lublinie. Uroczystości pogrzebowe odbyły się 14 maja 1999 w Białaczowie.